# Olympia, Washington
Olympia är huvudstad i delstaten Washington, USA. Befolkningen uppgår till 50 302(2015) och staden har en total yta på 50,97 km². Olympia är administrativ huvudort (county seat) i Thurston County. Olympia ligger i södra änden av Puget Sound omkring 80 kilometer sydväst om Seattle. 

## Historia
Området kring Olympia har varit bebott av indianstammar i tusentals år och det var först 1792 som europeiska upptäckare nådde denna del av Puget Sound. Det var Peter Puget, deltagare i Vancouverexpeditionen ledd av George Vancouver, som landsteg i området.
1846 gjorde två män anspråk på det område som idag utgörs av Olympia, Edmund Sylvester och Levi Lathrop Smith. Smith namngav sin bosättning Smithfield och Sylvester sin Olympia, efter bergsområdet Olympiska bergen i nordväst. 1848 drunknade Smith på väg till ett möte i styrande församlingen för Oregonterritoriet och Sylvester tog då över Smiths mark och anspråk. 1853 fastslogs namnet på staden till Olympia.

## Vänorter
Olympia är vänort med Kato, Japan. Tidigare hade man även vänortsavtal med Olympia, Grekland och Samarkand, Uzbekistan. 18 april 2007 röstades ett förslag till stadsfullmäktige om att även anta Rafah, Gazaremsan, som vänort ned med röstsiffrorna 4-2.